# Подгає (Казімерський повіт)
Подгає (пол. Podgaje) — село в Польщі, у гміні Скальбмеж Казімерського повіту Свентокшиського воєводства.
Населення — 151 особа (2011).
У 1975-1998 роках село належало до Келецького воєводства.

## Демографія
Демографічна структура на день 31 березня 2011 року:
|          | Загалом | Допрацездатний вік | Працездатний вік | Постпрацездатний вік |
| -------- | ------- | ------------------ | ---------------- | -------------------- |
| Чоловіки | 77      | 14                 | 45               | 18                   |
| Жінки    | 74      | 8                  | 36               | 30                   |
| Разом    | 151     | 22                 | 81               | 48                   |